# Carausius thoracius
Carausius thoracius är en insektsart som beskrevs av Chen, S.C. och Yun He He 2006. Carausius thoracius ingår i släktet Carausius och familjen Phasmatidae. Inga underarter finns listade.